# Oblimersen
Oblimersen (INN, tên thương mại Genasense; còn được gọi là Augmerosen và Bcl-2 antisense oligodeoxynucleotide G3139) là một antisense oligodeoxyribonucleotide đang được nghiên cứu như một điều trị có thể cho một số loại ung thư, bao gồm cả bệnh bạch cầu lymphocytic mãn tính, u lympho tế bào B và ung thư vú. Nó có thể tiêu diệt tế bào ung thư bằng cách ngăn chặn việc sản xuất Bcl-2 -a protein mà làm cho tế bào ung thư sống lâu hơn và bằng cách làm cho chúng nhạy cảm hơn với hóa trị.

## Lịch sử
Một loại thuốc antisense oligonucleotide Genasense (G3139) đã được Genta Incorporated phát triển để nhắm mục tiêu Bcl-2. Một chuỗi DNA hoặc RNA antisense không mã hóa và bổ sung cho chuỗi mã hóa (là khuôn mẫu để sản xuất RNA hoặc protein tương ứng). Một loại thuốc chống trầm cảm là một chuỗi ngắn RNA kết hợp với và làm bất hoạt mRNA, ngăn chặn protein được hình thành.
Nó đã chỉ ra rằng sự tăng sinh của các tế bào ung thư hạch ở người (với sự chuyển vị t (14;18)) có thể bị ức chế bởi RNA antisense nhắm vào vùng codon khởi đầu của Bcl-2 mRNA. Các nghiên cứu in vitro đã dẫn đến việc xác định Genasense, bổ sung cho 6 codon đầu tiên của Bcl-2 mRNA.
Những kết quả này đã cho thấy kết quả thành công trong các thử nghiệm Giai đoạn I/II đối với ung thư hạch và một thử nghiệm lớn ở Giai đoạn III đã được triển khai vào năm 2004.
Đến quý 1 năm 2010, Genasense đã không nhận được sự chấp thuận của FDA do kết quả đáng thất vọng trong một thử nghiệm u ác tính. Mặc dù tính an toàn và hiệu quả của Genasense chưa được thiết lập cho bất kỳ mục đích sử dụng nào, Genta Incorporated vẫn tuyên bố trên trang web của mình rằng các nghiên cứu hiện đang được tiến hành để xem xét vai trò tiềm năng của Genasense trong nhiều chỉ định lâm sàng.